# Pichi Lemon
Pichi Lemon (ピチレモン Pichi Remon?) fue una revista de belleza japonesa publicada por Gakken. Su contenido incluía consejos de moda y belleza femenina. Las modelos eran conocidas como Pichimo. Tras casi treinta años de servicio, el editorial cesó su distribución en 2015.